# Ob devetnajstih zjutraj
Zgodba Ob devetnajstih zjutraj spada med prozo. Napisal jo je ljubljanski pisatelj, pesnik, novinar, urednik, publicist, kritik, skladatelj, prevajalec in esejist Milan Dekleva.
Izšla je leta 1985 pri založbi Mladinska knjiga.

## Vsebina
Zgodba govori o mulcu Mihi ter o njegovi mami in očetu, ki živijo v sodobnem mestu. Njegov oče pravi, da je življenje sedaj avtomatizirano, mati pa da so od znanja postali že popolnoma neumni. Miha je zelo radoveden, vendar vsakič ko kaj vpraša svojega očeta, le ta nima časa. Tukaj pa se začne naša zgodba Ob devetnajstih zjutraj. Nekega jutra sta se Miha in oče pogovarjala o času. Ko mu je oče rekel, da mora v službo saj je že tričetrt na sedem. Mihcu se je seveda zdelo to še veliko, ko mu je očka povedal da je to le petnajst minut do sedmih in da je to malo. Mihec tega ni razumel, očka pa mu je obljubil da mu bo vse razložil zvečer. Na poti v vrtec mu je mamica poskušala razložiti zakaj se dnevnik začne ob devetnajstih in trideset minut in ne ob pol osmih, v Mihčevi pa glavi pa je nastala še večja zmeda. Zvečer očka ni imel časa, da bi Mihcu razložil, zato je zmeda nastala tudi v Mihčevih sanjah. Sanjalo se mu je da je v njihovem mestu prišlo do napake ter da je tehnik ki je urejal napake zaspal in ko se je zbudil je kazala sedem, in ker je bila zunaj tema je mislil da je zvečer in uro prestavil na devetnajsto. Tako je nastala zmeda po vsem mestu, otroci so odšli iz šole domov, ter delavci iz tovarne, baletniki, violinisti, igralci... so se zbirali na ulicah. Od vse zmešnjave se je Mihec zbudil in zakričal, da sta očka in mamica pozabila priti po njega v vrtec. Mamica je prihitela v sobo in Mihca pobožala po laseh ter ga vprašala kaj se mu je sanjalo. Mihec pa ji je razložil, da mu je vse jasno ter da ji bo zjutraj ko bo ura devetnajst, razložil kako je s to rečjo.

## Glavne osebe
Glavno osebo predstavlja Mihec, v zgodbi pa sodelujeta tudi njegov oče ter mati.

## Ilustracija
- Milan Erič

## Vir
- Milan Dekleva: Ob devetnajstih zjutraj, Mladinska knjiga, Ljubljana 1985